# 藤原長川
藤原 長川（ふじわら の ながかわ）は、奈良時代後期の貴族。名は長河とも表記される。藤原南家、参議・藤原巨勢麻呂の子。官位は正五位下・相模守。

## 経歴
光仁朝の宝亀8年（777年）従五位下に叙爵し、中衛少将に任ぜられる。宝亀10年（779年）衛門佐に遷るが、翌宝亀11年（780年）相模守として地方官に転じた。
後に正五位下に至る。

## 官歴
注記のないものは『続日本紀』による。
- 時期不詳：正六位上
- 宝亀8年（777年） 正月4日：従五位下。10月13日：中衛少将
- 宝亀10年（779年） 9月7日：衛門佐
- 宝亀11年（780年） 3月17日：相模守
- 時期不詳：正五位下[1]

## 系譜
『尊卑分脈』による。
- 父：藤原巨勢麻呂
- 母：丹墀氏の娘
- 妻：不詳
  - 男子：藤原乙継